# Nicolae Bănicioiu
Nicolae Bănicioiu (n. 26 martie 1979, Râmnicu Vâlcea, Vâlcea, România) este un politician român, membru al Parlamentului României, ales succesiv începând cu 2004 din partea Partidului Social Democrat (PSD).
În cadrul activității sale parlamentare, în legislatura 2004-2008, Nicolae Bănicioiu a fost membru în grupurile parlamentare de prietenie cu Republica Peru, Republica Slovacă și India; în legislatura 2008-2012, Nicolae Bănicioiu a fost membru în grupurile parlamentare de prietenie cu Republica Singapore, Regatul Hașemit al Iordaniei și Republica Chile; în legislatura 2012-2016, Nicolae Bănicioiu a fost membru în grupurile parlamentare de prietenie cu Republica Singapore și Canada iar în legislatura 2016-2020, Nicolae Bănicioiu este membru în grupurile parlamentare de prietenie cu Republica Singapore, Irlanda și Canada. Nicolae Bănicioiu a fost ministrul sănătății în guvernul Ponta 3 și ministrul tineretului și sportului în guvernul Ponta 2.        
În anul 2004, Nicolae Bănicioiu a absolvit Facultatea de Stomatologie din cadrul Universității de Medicină și Farmacie „Carol Davila” din București. După finalizarea studiilor s-a implicat în viața politică, alăturându-se membrilor Partidului Social Democrat, fiind ales în același an deputat în Parlamentul României. Din 2006 este președintele „Tineretului Social Democrat”, iar din 2008 este Chestor al Camerei Deputaților.
La puțin timp după tragedia de la Colectiv, în timp ce deținea funcția de ministru al Sănătații, Nicolae Bănicioiu declara că autoritățile române nu au nevoie de ajutor din străinătate pentru a trata răniții: „Nu avem nevoie de nimic în acest moment. Medicii noștri pot gestiona situația. Din Franța și Germania, din foarte multe părți, am primit astfel de solicitări. Momentan, noi ne descurcăm foarte bine, iar medicii noștri pot face față cu brio oricărei situații.” După mai multe zile în care victimele incendiului au fost tratate în spitalele din București, unii pacienți cu arsuri foarte grave au murit, nu doar din cauza arsurilor, ci pentru că spitalele nu erau dotate cu săli antiseptice. Infecțiile cu bacterii nosocomiale au curmat viața unor persoane care ar fi putut supraviețui. 
În 2017, a demisionat din PSD și a trecut la Partidul Pro România.
În decembrie 2021 Nicolae Bănicioiu, ministru al Tineretului și Sportului și al Sănătății în guvernele Ponta, a fost trimis în judecată de DNA pentru luare de mită și trafic de influență. În octombrie 2024, Nicolae Băniceanu a fost achitat.